# Али Ахмед Мулла
Али́ Ахме́д Мулла́ (араб. علي أحمد ملا‎; род. 5 июля 1945, Мекка, Саудовская Аравия) — муэдзин мечети аль-Харам в Мекке с 1975 года и шейх муэдзинов.

## Биография

### Ранние годы
Родился 5 июля 1945 года в Мекке (Саудовская Аравия). Его семья тесно связана с азаном, так как его дед — Али Абдуррахман Мулла, был муэдзином в Заповедной мечети. Впервые азан в мечети аль-Харам он произнёс в возрасте 14 лет. В 1970 году после окончания Института технического образования в Эр-Рияде работал учителем в средней школе имени Абдуллы ибн аз-Зубайра.

### Должность
В 1975 году был официально назначен муэдзином Запретной мечети, хотя 13 лет до этого исполнял эту работу на общественных началах. Так как до 1980 года в Каабе не использовали громкоговорители и микрофоны, то 24 муэдзина одновременно произносили азан с разных точек. Когда же стали применять технические средства, то призывать на молитву мог уже один человек. Поэтому число официальных муэдзинов сократили до 16.
В 1979 году Заповедная мечеть была захвачена террористами (см. Теракт в Мекке 20 ноября 1979 года), тогда он был одним из тех, кто оказался у них в заложниках. В результате этих событий, приведших к гибели 255 людей, в течение 23 дней азан в мечети не звучал. А знаком их окончания стал призыв на молитву, произнесенный им.